# فرانتیر ایرلاینز
فرانتیر ایرلاینز (به انگلیسی: Frontier Airlines) یک شرکت هواپیمایی ارزان‌قیمت با کد یاتا F9 است که در تاریخ ۸ فوریه ۱۹۹۴ میلادی تأسیس شده و در تاریخ ۵ ژوئیه ۱۹۹۴ فعالیتش را آغاز کرده‌است. دفتر مرکزی فرانتیر ایرلاینز در دنور واقع در ایالت کلرادو آمریکا است و ۱۶۳ مقصد در ایالات متحده٬ مکزیک٬ آمریکای مرکزی و کارائیب پرواز مستقیم انجام می‌دهد.